# Гашаева, Зайнап
Зайнап Гашаева (род. 1953, Казахская ССР) — чеченская правозащитница. Наиболее известна документированием военных преступлений, совершённых во время Чеченских войн. Лауреат ряда премий.

## Биография
Родилась в 1953 году на территории Казахской ССР в семье высланных чеченцев. В детстве родители называли её «Кхокха» — в переводе с чеченского «голубь». Когда Зайнап было 12 лет, умер её отец. Вскоре после этого семья вернулась в Грозный. Там она получила высшее образование в сфере экономики, вышла замуж, родила 4 детей.
По словам Зайнап, в детстве родители никогда не говорили ей о том, почему они оказались в Казахстане. Причиной этого был страх, который они испытывали. Лишь однажды она услышала, как её родители говорили о сожжении нквдшниками жителей села Хайбах.

### Правозащитная деятельность
В 1994 году узнав о начале Второй Чеченской войны, решила вернуться в Чечню из Москвы, где на тот момент проживала.
Занималась фото- и видеодокументированием военных преступлений, совершённых в Чечне. Собранные Зайнап Гашаевой материалы неоднократно демонстрировались на выставках, посвящённых Чеченским войнам. Была одной из активисток «Союза женщин Северного Кавказа». В 1995 стала одной из организаторов Марша Мира, участники которого прошли от Москвы до Чечни. В 1997 году основала правозащитную организацию «Эхо войны», которая занималась поисками пропавших без вести людей и помощью сиротам войны.
После начала Второй Чеченской войны возобновила правозащитную деятельность. Была координатором проекта «1000 женщинам — Нобелевская премия мира 2005 года» по России и Беларуси.
Российские власти в период Второй Чеченской войны обвиняли Гашаеву в связях с террористами. В 2010 году, опасаясь за свою жизнь, она была вынуждена окончательно покинуть родину и эмигрировать в Швейцарию, где получила убежище.

### Чеченский архив
Собранные Зайнап Гашаевой видеоматериалы составили более половины «Чеченского архива» — видеоархива, созданного швейцарским отделением правозащитной организации «Общество защиты уязвимых народов» и открытого в октябре 2011 года. По мнению президента Чеченского архива Рут-Габи Вермот-Мангольд, «эти материалы помогут расследовать военные преступления, которые до сих пор остаются безнаказанными». Сделанные Гашаевой видеозаписи вывозились из России тайно, частями. Их доставили в Берн, там восстановили и оцифровали. В этом принимало участие множество различных людей.

### Признание
Лауреат премий Швейцарского фонда за свободу и права человека (2002), Льва Копелева (2005) и Иды Сомацци (2011).
В 2005 году швейцарский режиссёр Эрик Бергкраут снял о Зайнап Гашаевой документальный фильм «Кхокха: Голубь из Чечни» (фр. Coca, la colombe de tchetchenie).